# 小出アキラ
小出 アキラ（こいで アキラ、1986年9月22日 - ）は、日本のフリーアナウンサー。FIRST AGENT所属。本名は、小出 朗（読み同じ）。

## 来歴
- 東京都目黒区生まれ。身長165cm[2]。東京都立新宿高等学校、明治大学政治経済学部を卒業した[3]。2010年4月、札幌テレビ放送に入社した（同期入社は八木菜摘、神谷誠）。2021年9月30日に退社し[4]、同年10月から生島企画室（現在のFIRST AGENT）に所属した[5]。活動拠点を東京に移した。2022年には名義をカタカナ表記の「小出アキラ」に変更した[6]。
- 小学2年から野球を始め[7]、高校時代は野球部に所属し[8]、2年の時は正捕手として第85回全国高等学校野球選手権大会東東京大会に出場した[9]。立志舎高校と対戦し、小出が本塁打を放つも延長の末、初戦敗退した[9]。秋季東京都高等学校野球大会にも正捕手として出場し[9]、創価高校と対戦したが、8回コールドで一回戦で敗退した[9]。2年の秋から3年まで副主将を務めた。
- 大学時代はブレイクダンスサークルに所属した[3]。
- アナウンサーを目指した理由としては、本当は漫談家になりたかったところを、父がいないのに浪人までさせて大学まで行かせてくれた母親に怒られると思い就職活動を考える際、元々人前で話すのが得意で野球部時代に捕手として他の選手に向かい喋っていた経験があり、言葉を使うプロでお金をもらえる職業だったことからとしている[3]。

## 人物
- 趣味は筋トレ、野球、料理、ドライブ、スノーボード[2]。
- 筋トレしていて筋肉のために炭水化物を絶対に取らないとしているが、スナック菓子を食べている[10]。
- ゆで卵に強いこだわりを持っている[11][10]。

## 出演番組

### 現在の担当番組
テレビ
- J-SPORTS2
- プロ野球ニュース　(フジテレビONE)

インターネット番組
- 格闘技チャンネル（ABEMA）
- 大相撲LIVE（ABEMA）
- 夜ドラ　つまらない住宅地のすべての家　ニュースキャスター（NHK、2022年10月10日 - 11月16日）
- グランドスラムオブカーリング（2025年4月8日 - 4月13日）（ABEMA）

### テレビ
札幌テレビ放送(STV)時代
- ハッチャキ!見ナイトSTV (2010年秋)
- どさんこワイド (2011年3月28日 - 2012年3月30日 札幌駅前中継リポーター)
- マハトマパンチ[3]
  - メインキャスター (2012年4月8日 - 2014年9月28日)
  - 中継担当 (2014年10月5日 - 2015年8月30日)
- ブギウギ専務
- すすめ!みらい戦隊!!
- どさんこワイド!!朝![3]
  - サブキャスター （2012年4月5日 - 2016年3月25日）
  - スポーツキャスター （ - 2018年3月30日）
  - メインキャスター （2018年4月 - 2020年3月27日）
- STVニュース（2010年7月 - 2021年9月末、不定期）

### ラジオ
札幌テレビ放送（STV）時代
- News & Sports チャートなまらん（2010年10月4日 - 2011年4月1日）
  - 木曜・金曜アシスタント
- スーパーヒットチャートなまらん
  - 吉川典雄の代打出演 (2011年1月7日・10日・11日)
- 小出朗のパワーダンク!!（2013年10月 - 2014年3月、2014年10月 - 2015年3月）
- GO!GO!サンデー（2019年11月10日、2020年2月2日）
- STVファイターズLIVE[5]
  - ベンチリポート（2012年5月1日）

- - 実況 （2013年4月16日 - ）
- STVニュース（2010年4月 - 2021年9月末、不定期）

フリー時代
- 生島ヒロシのおはよう定食・生島ヒロシのおはよう一直線（2022年1月3日、2023年1月） - 生島ヒロシが正月休みのため、代理パーソナリティ